# The Symbol Remains
The Symbol Remains – piętnasty studyjny album amerykańskiego zespołu hardrockowego Blue Öyster Cult. Został wydany 9 października 2020 roku przez Frontiers Records. Pierwszy album zespołu po dziewiętnastu latach – poprzedni ukazał się w 2001 roku pod tytułem Curse of the Hidden Mirror (jest to najdłuższa przerwa między płytami studyjnymi w historii zespołu). Jest to również pierwszy album grany przez długoletnich członków Julesa Radino i Richiego Castellano, którzy dołączyli do zespołu w 2004 roku. Jest to również drugi album w historii zespołu, na którym nie gra Allen Lanier, który zmarł w sierpniu 2013 (pierwszym był Club Ninja z 1985 roku). W jednym utworze występuje oryginalny perkusista Albert Bouchard. Nagrania dotarły do 192. miejsca listy Billboard 200 w USA.
Tytuł albumu pochodzi z tekstu utworu "Shadow of California" z albumu The Revölution by Night z 1983 roku.

## Lista utworów
| Nr  | Tytuł utworu                                                | Długość |
| --- | ----------------------------------------------------------- | ------- |
| 1.  | „That Was Me” (Eric Bloom, Richie Castellano, John Shirley) | 3:18    |
| 2.  | „Box in My Head” (Donald Roeser, Shirley)                   | 3:46    |
| 3.  | „Tainted Blood” (Bloom, Castellano)                         | 4:17    |
| 4.  | „Nightmare Epiphany” (Shirley, D. Roeser)                   | 5:30    |
| 5.  | „Edge of the World” (Castellano)                            | 4:52    |
| 6.  | „The Machine” (Castellano)                                  | 4:14    |
| 7.  | „Train True (Lennie's Song)” (D. Roeser, Zeke Roeser)       | 3:57    |
| 8.  | „The Return of St. Cecilia” (Castellano, Richard Meltzer)   | 4:12    |
| 9.  | „Stand and Fight” (Bloom, Castellano)                       | 4:48    |
| 10. | „Florida Man” (D. Roeser, Shirley)                          | 4:08    |
| 11. | „The Alchemist” (Castellano)                                | 6:00    |
| 12. | „Secret Road” (Shirley, D. Roeser)                          | 5:24    |
| 13. | „There's a Crime” (Jeff Denny, Jules Radino)                | 3:37    |
| 14. | „Fight” (D. Roeser, Ira Rosoff, James Wold)                 | 3:12    |
|     |                                                             | 1:01:15 |

## Twórcy[7]

### Skład
- Eric Bloom – gitary, instrumenty klawiszowe, śpiew
- Buck Dharma – gitary, instrumenty klawiszowe, programowanie, śpiew
- Richie Castellano – gitary, instrumenty klawiszowe, programowanie, śpiew
- Danny Miranda – gitara basowa, dodatkowy śpiew
- Jules Radino – perkusja, instrumenty perkusyjne, dodatkowy śpiew

### Dodatkowi muzycy
- Albert Bouchard – dodatkowy śpiew, krowi dzwonek i instrumenty perkusyjne w "That Was Me"
- Andy Ascolese – instrumenty klawiszowe w "Nightmare Epiphany" i "Florida Man"; pianino w "The Alchemist"
- David Lucas – dodatkowy śpiew w "Edge of the World", "The Machine", "Florida Man" i "Secret Road"; krowi dzwonek w "Fight"
- Phil Castellano  – harmonijka ustna w "Train True (Lennie's Song)"; śpiew w "Stand i Fight"; dodatkowy śpiew i klaskanie w "Florida Man"; programowanie chóru w "Secret Road"
- Kasim Sulton – dodatkowy śpiew w "The Return of St. Cecilia" i "There's a Crime"
- Steve La Cerra – śpiew w "Stand and Fight"; dodatkowy śpiew i klaskanie w "Florida Man"
- Kevin Young – śpiew w "Stand and Fight"; dodatkowy śpiew i klaskanie w "Florida Man"
- John Castellano – dodatkowy śpiew w "Florida Man"
- Jeff Nolan – theremin w "Florida Man"

### Produkcja
- Eric Bloom, Buck Dharma and Richie Castellano – produkcja
- Steve Schenk – producent wykonawczy
- Richie Castellano – główny inżynier
- Buck Dharma – overdubbing
- Sam Stauff – inżynier
- Steve La Cerra – asystent inżyniera
- Tom Lord-Alge – miks
- Ted Jensen – mastering